# Planolinoides aenictus
Planolinoides aenictus är en skalbaggsart som beskrevs av Cooper och Gordon 1987. Planolinoides aenictus ingår i släktet Planolinoides och familjen Aphodiidae. Inga underarter finns listade i Catalogue of Life.